# Janet Badjan-Young
Janet Badjan-Young (geb. 15. Dezember 1937 in Bathurst) ist eine gambische Dramatikerin.

## Leben
Sie schloss ein Studium am Rose Bruford College in Sidcup (Großbritannien) 1959 mit einem Bachelor in Sprache und Drama (Speech and Drama) ab. Ab 1961 arbeitete sie beim Sierra Leone Broadcasting Service in Freetown als Journalistin, Radiosprecherin und Schauspielerin und verließ 1963 das Land mit einem Stipendium der Regierung, um an der Boston University in den USA Public Relations and Communications zu studieren.
1970 arbeitete sie für die kenianische Regierung und den Educational Media Service als Radioproduzentin. Außerdem war sie in Kenia Beraterin der World Association for Christian Communication.
1979 erhielt sie einen Masterabschluss in Communication, nach anderen Angaben in Broadcast Administration.
Von 1981 bis 1991 arbeitete sie für das Programm der Vereinten Nationen für menschliche Siedlungen (HABITAT). Im März 1991 wurde sie von UN-Generalsekretär Javier Pérez de Cuéllar zur Direktorin des karibischen Büros des United Nations Information Centres (UNIC) in Port of Spain (Trinidad und Tobago) ernannt.
2016 spielte sie im Film Medan vi lever (englischer Titel: While We Live) von Dani Kouyaté mit, der in Schweden und Gambia gedreht wurde.

## Theater
Badjan-Young verbrachte mehr als 35 Jahre im Ausland und arbeitete mit verschiedenen Schauspielgruppen in Sierra Leone (Drama Circle, Freetown), Kenia (The Tamaduni Players, Nairobi), Nigeria und der Karibik.
Seit 2000 organisiert sie mit der Theatergruppe Ebunjan Theateraufführungen in und um Banjul und wird dabei vom National Council for Arts and Culture des gambischen Ministerium für Tourismus und Kultur unterstützt.
Ende 2011 eröffnete sie mit Unterstützung der UNESCO, das Ebunjan (auch: Ebun Jan) Theatre im Süden von Kanifing und führt dort Stücke auf. Das Theater ist das erste professionelle gambische Theater und verfügt über 300 Sitzplätze.
Themen ihrer Stücke sind unter anderem die so genannte Witwenvererbung, bei der Witwen einen Bruder ihres verstorbenen Mannes heiraten, AIDS/HIV, menschliche Konflikte und das Verhältnis von Mensch und Natur.

## Werke (Auswahl)
- The Ultimate Inheritance, uraufgeführt 2001.[13]
- The Battle of Sankandi, uraufgeführt 2002.[14]
- The Dance of Katchikali: a dance drama, uraufgeführt 2007.
- The Hand of Fate, verfasst vor 2007,[15] veröffentlicht 2009,[16] verfilmt 2013 als Hand of Fate.[17]
- Chains of Inspiration, uraufgeführt 2011.[18]
- The Kora: A Mystical Strings of The Gambia, aufgeführt 2012.[19]
- Two plays: A fatal mistake & the Kora: mystical strings of the Gambia, veröffentlicht 2015.[20]
- Backway, the desperate route to Babylon: a play about illegal immigration to Europe, veröffentlicht 2017.[21]